# Jarošov nad Nežárkou
Pour les articles homonymes, voir Jarošov.
Jarošov nad Nežárkou (jusqu'en 1923 : Jarošov ; en allemand : Jareschau an der Naser) est une commune du district de Jindřichův Hradec, dans la région de Bohême-du-Sud, en Tchéquie. Sa population s'élevait à 1 107 habitants en 2018.

## Géographie
Jarošov nad Nežárkou est arrosée par la Nežárka et se trouve à 7 km au nord-est du centre de Jindřichův Hradec, à 49 km au nord-est de České Budějovice et à 109 km au sud de Prague.
| - OpenStreetMap Limite communale. |

La commune est limitée par Okrouhlá Radouň et Nová Včelnice au nord, par Žirovnice, Bednáreček, Kamenný Malíkov et Bednárec à l'est, par Blažejov et Rodvínov au sud et par Jindřichův Hradec et Kostelní Radouň à l'ouest.

## Histoire
La première mention écrite du village date de 1340.

## Administration
La commune se compose de sept quartiers :
- Jarošov nad Nežárkou (comprend le hameau de Kruplov)
- Hostějeves
- Lovětín
- Matějovec nad Nežárkou
- Nekrasín
- Pejdlova Rosička
- Zdešov